# Ophisaurus incomptus
Ophisaurus incomptus är en ödleart som beskrevs av  Mcconkey 1955. Ophisaurus incomptus ingår i släktet Ophisaurus och familjen kopparödlor. Inga underarter finns listade i Catalogue of Life.